# Sintetizador analógico
Un sintetizador analógico es un sintetizador que utiliza circuitos analógicos y técnicas de ordenadores analógicos para generar sonido electrónicamente.

## Historia
Los primeros sintetizadores analógicos de los años 1920 y 1930, como el Trautonium, se construían con diferentes válvulas termoiónicas y tecnologías electromecánicas. Después de los años 1960, los sintetizadores analógicos comenzaron a fabricarse con circuitos integrados con amplificadores operacionales (op-amp), junto con un potenciómetro (pot, o resistor variable) para ajustar las características del sonido producido. Los sintetizadores analógicos también utilizan filtros pasa bajo y filtros paso alto para modificar el sonido. Mientras que los sintetizadores de los años 1960, como el moog, utilizaban varios módulos electrónicos independientes conectados mediante cables, los sintetizadores analógicos posteriores como el Minimoog integraban en un solo aparato en unidades diferenciadas, elminando los cables en favor de sistemas integrados de señal.